# Peter Rider
Peter Howard Rider (ur. 1 stycznia 1951) – nowozelandzki dyplomata i urzędnik.
Studiował filozofię. Pracował w nowozelandzkich placówkach w Arabii Saudyjskiej, Bahrajnie oraz przy ONZ. Od 2003 do 2006 pełnił funkcję ambasadora w Tajlandii. Następnie kierował sekcją informacji i PR (2006–2008) oraz sekcją ds. ONZ, praw człowieka i Commonwealthu (2008–2009). W grudniu 2009 ogłoszono jego nominację na ambasadora w Niemczech z jednoczesną akredytacją w Austrii, Czechach, na Węgrzech, w Szwajcarii i na Słowacji.